# Manuel Fernández Musso
Manuel Fernández Musso (* 27. Juni 1988) ist ein spanischer Biathlet.
Manuel Fernández Musso bestritt seine ersten internationalen Rennen 2008 im Rahmen des Biathlon-Europacups in Langdorf. In Ruhpolding nahm er im selben Jahr an den Junioren-Weltmeisterschaften teil und wurde dort 86. im Sprint und 82. im Einzel. Im Verlauf des Jahres nahm er zudem an den Junioren-Wettbewerben der Sommerbiathlon-Weltmeisterschaften 2008 in der Haute-Maurienne teil und lief auf die Ränge 39 im Sprint und 38 in der Verfolgung. Zum Auftakt der Saison 2008/09 nahm Fernández in Obertilliach im Rahmen des IBU-Cups an seinen ersten Rennen im Leistungsbereich teil und wurde 112. im Einzel und 133. des Sprints. 2009 erreichte er in Nové Město na Moravě als 87. eines Sprintrennens erstmals ein zweistelliges Ergebnis. 2011 erreichte der Spanier mit Rang 40 in einem Sprint in Osrblie zum ersten Mal die Punkteränge. Sein bestes Resultat in dieser Rennserie konnte er im selben Jahr als 21. in einem Sprint von Bansko erreichen. In Otepää nahm er mit den Biathlon-Europameisterschaften 2010 erstmals an einem Großereignis bei den Senioren teil und wurde 61. des Einzels und 65. des Sprintrennens. Bei den Biathlon-Europameisterschaften 2012 konnte er als 43. des Einzels sein bislang bestes Ergebnis bei internationalen Titelkämpfen erringen.
Im Biathlon-Weltcup debütierte Fernández 2011 beim Sprint von Hochfilzen, den er als 104. beendete. Sein bestes Resultat erreichte er in derselben Saison beim Sprint von Nové Město na Moravě als 92. Bei den Biathlon-Weltmeisterschaften 2012 in Ruhpolding wurde er 106. des Einzelrennens und 98. im Sprint. Im darauffolgenden Winter konnte er bei den Weltmeisterschaften in Nové Město na Moravě seinen ersten Staffeleinsatz verbuchen. Mit vier Strafrunden hatte Fernández allerdings entscheidenden Anteil daran, dass die überrundete spanische Staffel 29. und damit Letzter wurde. Im Einzel erreichte er nicht das Ziel, im Sprint wurde er 132.

## Biathlon-Weltcup-Platzierungen
Die Tabelle zeigt alle Platzierungen (je nach Austragungsjahr einschließlich Olympische Spiele und Weltmeisterschaften).
- 1.–3. Platz: Anzahl der Podiumsplatzierungen
- Top 10: Anzahl der Platzierungen unter den ersten zehn (einschließlich Podium)
- Punkteränge: Anzahl der Platzierungen innerhalb der Punkteränge (einschließlich Podium und Top 10)
- Starts: Anzahl gelaufener Rennen in der jeweiligen Disziplin
- Staffel: inklusive Mixed- und Single-Mixed-Staffeln

| Platzierung                    | Einzel | Sprint | Verfolgung | Massenstart | Staffel | Gesamt |
| ------------------------------ | ------ | ------ | ---------- | ----------- | ------- | ------ |
| 1. Platz                       |        |        |            |             |         |        |
| 2. Platz                       |        |        |            |             |         |        |
| 3. Platz                       |        |        |            |             |         |        |
| Top 10                         |        |        |            |             |         |        |
| Punkteränge                    |        |        |            |             | 1       | 1      |
| Starts                         | 3      | 5      |            |             | 1       | 9      |
| Stand: nach der Saison 2012/13 |        |        |            |             |         |        |